# 모비우스 (영화)
《모비우스》(영어: Morbius)는 2022년 개봉한 미국의 슈퍼히어로 영화이다. 마블 코믹스의 캐릭터인 모비어스를 원작으로 한다. 마블 시네마틱 유니버스와 연관된 소니 스파이더맨 유니버스의 두번째 작품이다.
기존 2020년 7월 31일에 북미 개봉 예정이었으나, 코로나19 범유행으로 인해 2022년 4월 1일로 연기되었다.

## 줄거리
그리스의 한 병원에서 10살 마이클 모비우스는 그의 대리 형제인 루시엔을 환영하며, 그를 마일로라고 개명한다. 그들은 공유된 혈액 질환과 "정상"이 되고자 하는 욕구로 유대감을 형성한다. 마이클의 잠재력을 본 양아버지이자 병원장인 니콜라스는 마일로를 돌보는 데 집중하는 동안 마이클이 뉴욕에서 의과 대학에 다닐 수 있도록 주선한다.
25년 후, 마이클은 인공 혈액에 대한 자신의 연구로 노벨상 수상을 공개적으로 거부한다. 그의 동료 마르틴 밴크로프트는 그가 몰래 코스타리카에서 수십 마리의 흡혈박쥐아과를 잡아 자신의 유전자와 결합하여 자신의 병을 치료하려고 했다는 것을 발견한다. 마이클은 국제 수역에서 자신의 장비를 갖춘 개인 용병선을 개조하기 위해 마일로로부터 자금을 받는다. 치료는 효과가 있었지만, 마이클은 흡혈귀로 변하여 그를 두려워하여 공격한 승무원들을 죽이고 피를 빨아먹는다. 피에 대한 갈증이 가라앉고 정신을 차리자, 겁에 질린 마이클은 자신의 실험에 대한 모든 CCTV 영상을 지우고 당국에 연락한 후 배에서 뛰어내린다.
마이클은 뉴욕으로 돌아와 자신이 이제 슈퍼휴먼의 힘, 속도, 그리고 반향 위치 측정 능력을 가지고 있으며, 그의 흡혈박쥐들은 그를 자신들의 동료로 취급한다는 것을 알게 된다. 피에 대한 갈증을 조절하기 위해 그는 자신의 인공 혈액을 섭취하지만, 그것은 점차 그의 요구를 충족시키지 못하게 된다. FBI 요원 사이먼 스트라우드와 알 로드리게스는 마이클의 희생자들을 조사하고 그의 연루를 추론한다. 마일로는 마이클이 치료되었다는 것을 알지만, 마이클이 자신을 치료해주기를 거부하자 격분한다. 병원에 입원한 마르틴을 확인하는 동안, 마이클은 피가 빨린 채 죽은 간호사를 발견한다. 자신이 책임이 있다고 믿고 도망치려 하지만 스트라우드에게 체포된다. 감옥에서 그는 마일로의 방문을 받고 마일로가 자신의 치료법을 사용하고 간호사를 죽였다는 것을 깨닫는다. 마이클은 그를 상대하기 위해 탈출한다. 뉘우치지 않는 마일로는 마이클에게 자신처럼 자신의 힘을 받아들이라고 촉구한다. 형제를 해치고 싶지 않은 마이클은 도망친다.
마이클은 마르틴을 만나 새로운 실험실을 얻고 마일로를 막기 위해 흡혈귀화에 대한 항체를 개발한다. 그는 또한 그것을 자신에게도 사용할 계획이다. 스트라우드와 로드리게스는 마일로의 공격 중 하나의 영상을 발견하고, 마이클의 흡혈귀화가 퍼지고 있다고 믿으며 언론에 공개한다. 니콜라스는 마일로를 알아보고 그에게 멈춰달라고 간청한다. 니콜라스가 마이클을 편애한다고 느낀 마일로는 그에게 치명상을 입히고, 마이클은 그를 구하기에는 너무 늦게 도착하며 마일로는 마르틴에게도 치명상을 입힌다. 마르틴은 마이클의 팔에서 죽어가고, 마이클은 그녀의 피를 마실 수밖에 없다. 마이클은 박쥐 무리를 불러 마일로를 제압하고 항체를 주사한다. 마일로는 죽고 마이클은 박쥐들과 함께 날아가며, 사랑하는 사람들을 애도하고 흡혈귀로서의 정체성을 받아들인다. 그가 모르는 사이에 마르틴은 부활한다. 마이클이 그녀의 피를 마실 때 그녀의 피 한 방울을 섭취했기 때문이다.
두 쿠키 영상에서 에이드리언 툼스는 자신의 우주에서 마이클의 우주로 이동된다. 스파이더맨이 어떻게든 책임이 있다고 추측한 툼스는 도망자인 마이클에게 접근하여 팀을 결성할 것을 제안한다.

## 배경설명
모비우스는 자신의 몸을 가지고 실험을 하다가 뱀파이어로 변한 생물학자에 관한 영화이다. 예고편 곳곳에 녹아있는 베놈 유니버스의 언급(모비우스의 베놈 언급 (I am venom!))과 trilogy spiderman universe의 떡밥(벽화, 데일리 뷰글 로고, 등), amazing spiderman universe(그냥 여기가 어스파 유니버스라고 해도 이상하지 않을 정도..venom의 언급과 벽화, 데일리 뷰글의 로고만이 이상하지만 끼워 맞추는 식으로 해명을 할 수 있다)의 떡밥으로 굉장한 기대를 이르키고 있다. 실제로 쿠키영상에서 스파이더맨이 안나올 것이 이상할 정도로 쿠키영상에 (많은 사람들이 앤드루 가필드의 spiderman으로 예상하고 있다) spiderman이 나올 가능성은 굉장히 높은 상황이다.

## 출연
- 자레드 레토 - 마이클 모비우스 (아역: 찰리 쇼트웰)
- 맷 스미스 - 록시어스 크라운
- 아드리아 아르호나 - 마틴 밴크로프트
- 재러드 해리스
- 알 마드리갈 - 알베르토 로드리게스
- 타이리스 깁슨 - 사이먼 스트라우드
- 마이클 키턴
- 아담 콜린스 - 민간 보안 계약자 역
- 코리 존슨
- J.K. 시몬스